# Om

Símbolo del mantra Oṃ.

Om, también transcrito como Oṃ, es una sílaba y sonido, y uno de los mantras más sagrados de las religiones dhármicas (como el hinduismo y el budismo).
Es considerado el primer sonido (vibración) proveniente de la deidad suprema que origina todo y a su vez describe la «realidad espiritual» suprema.
Según algunas doctrinas hinduistas, el om simboliza el divino Brahman y el universo entero: siendo la síntesis del "lenguaje divino" de la creación que emergió del paramatma.
Se lo encuentra por primera vez hace 3500 años en el texto más antiguo de la India, el Rigveda (de mediados del II milenio a. C.).
Como vibración primordial se relaciona con los conceptos de: 
- Nāda Brahman: El sonido cósmico en la tradición védica; a su vez relacionado con anāhata nāda que es el sonido no manifestado que existe antes de la creación, y es una vibración pura en el "vacío" de Brahman.
- Spanda, la pulsación divina o latido cosmico descrito en el shivaismo de Cachemira; el cual surge de la unión de Shiva (conciencia estática) y Shakti (energía dinámica):

## Descripción de su sílaba
Como sílaba se le denomina:
- (‘sílaba oṃ’) canto fuerte, considerada por los hindúes el símbolo primordial
- aum (análisis de la letra o, que en el idioma sánscrito generalmente es la conjunción de las letras a y u)
- ॐ en silabario devánagari.

En AFI (alfabeto fonético internacional) se escribe ə̃ũ.
En Unicode el carácter devanagari ॐ tiene el código U+0950 y el símbolo 🕉️ el código U+1F549.

## Significado
Esta sílaba también se denomina udgīthá (‘canto fuerte’) o el praṇava mantra (‘oración vibrante’, siendo praṇauti o praṇu ‘hacer un rumor vibrante’), pues es considerada por los hinduistas el sonido (vibración) primordial, principio de la mayoría de los mantras (palabras o sonidos divinos y poderosos).
El Oṃ es el símbolo de lo esencial en el hinduismo. Es el Uno supremo inmaterial, que contiene todo lo material pero permanece intocable.
Los precursores de la doctrina hinduista del advaita vedanta señalan que la sílaba om corresponde a la conciencia pura (el Brahman absoluto), cuyos sonidos del mantra a su vez representan los siguientes estados de la conciencia:
- A = estado de vigilia
- U = estado del sueño
- M = estado del sueño profundo
- El silencio posterior a la pronunciación representa a la conciencia pura (libre de pensamientos).

## En las escrituras hinduistas
En las escrituras Upanishad (compuestas desde el siglo VIII a. C.) esta sílaba sagrada aparece como un sonido místico considerado por las escrituras como la verdadera base de cualquier otro mantra (himno sagrado).
De acuerdo a la Taitiriia-upanisad, Prayapati (otro nombre del dios creador Brahmá) meditó en las tres letras del mantra Oṃ (a, u y m) y así le surgieron los tres Vedas (el Rig, el Sama y el Átharva), y también las tres palabras bhūr (Tierra), bhuva (atmósfera) y suah (cielo).
Oṃ es la forma sonora del atman (ser superior o Dios).
La sílaba Oṃ también representa el Trimurti (‘tres formas’) de Brahmá, Vishnú y Shivá.
Según los shivaístas, el tambor de Shivá produjo este sonido Oṃ, y a través de él salieron las siete notas de la octava musical, es decir: sa, re, ga, ma, pa, dha, ni. Gracias a este sonido, Shivá crea y destruye el universo.
Las Upanishad (compuestas desde el siglo VIII a. C.) declaran que todo, lo existente y lo no existente, puede ser controlado al pronunciar esta sílaba sagrada Oṃ. Los hinduistas creen que el mantra Oṃ es eficaz para eliminar los errores en los sacrificios de fuego y de otros tipos. La meditación en el Oṃ satisface todas las necesidades y lleva al moksha (liberación espiritual).
Varios rezos y lecturas sagradas del hinduismo y el budismo son precedidos por la pronunciación del Oṃ.
|                                   |
| en devanagari, guyaratí y marathi |

|                         |
| asamés, bengalí y oriya |

|            |
| Arya Samaj |

|       |
| tamil |

|         |
| canarés |

|        |
| Télugu |

|         |
| Malabar |

|         |
| Grantha |

|         |
| Siddham |

|          |
| Jainismo |

|       |
| chino |

|          |
| tibetano |

|                  |
| Bali (Indonesia) |

|                  |
| Java (Indonesia) |

## Hinduismo

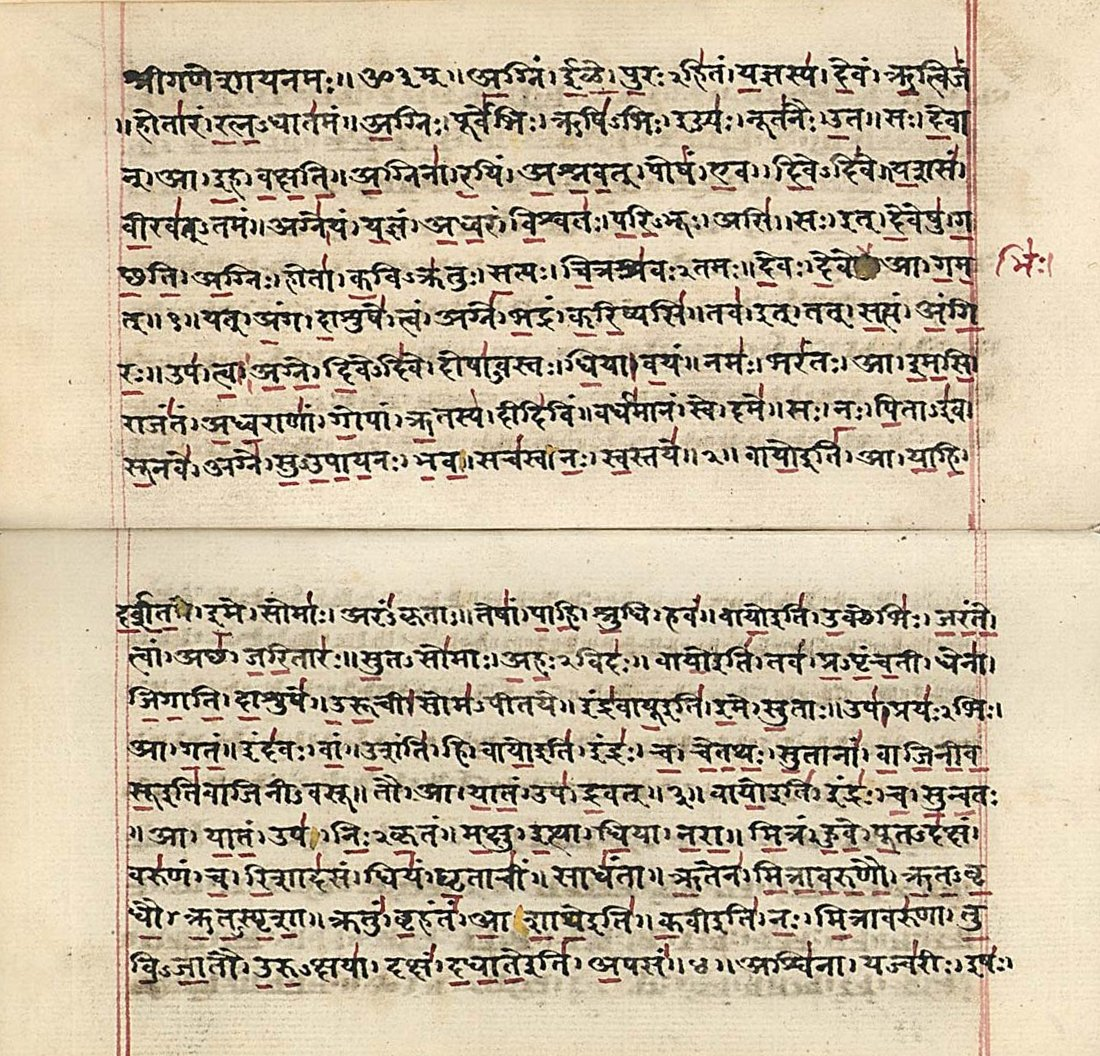
Om aparece frecuentemente en los textos y escrituras hinduistas, aparece notablemente en el primer verso del Rigveda

En el hinduismo, Om es uno de los sonidos espirituales más importantes. La sílaba se encuentra a menudo al principio y al final de los capítulos del Rigveda (del siglo XV a. C.), los Upanishads (siglo VI a. C.) y otros textos sagrados hinduistas, y a menudo se canta de forma independiente o antes de un mantra, como un encantamiento espiritual sagrado realizado antes y durante la recitación de textos espirituales, durante el puya (adoración de ídolos) y oraciones privadas, en ceremonias de ritos de paso (sanskara) como las bodas, y durante actividades meditativas y espirituales como el yoga.
Es el símbolo silábico más sagrado y mantra de Brahman, que es la realidad última, la conciencia o Atman (El yo interior). A esta forma de concepto se le llama el Shabda Brahman (Brahman como sonido) y se cree que es el sonido primordial (Pranava) del universo.

### Vedas
Om llegó a utilizarse como una pronunciación estándar al comienzo de los mantras, cantos o citas tomadas del Rig-veda. Por ejemplo, el Gáiatri mantra, que consiste en un verso del Rig-veda (mandala 3.62.10), lleva como prefijo no solo Om, sino Om seguido de la fórmula bhūr bhuvaḥ svaḥ (‘en la tierra, en el aire y en el cielo’). Este tipo de recitaciones siguen en uso en el hinduismo, con muchos conjuros importantes y funciones ceremoniales que comienzan y terminan con Om.

### Ramayana
En el Ramayana (siglo III a. C.) de Valmiki, el rey Rama se identifica con el mantra Om y con el Brahman:

Tú eres la representación del sacrificio. Tú eres la sílaba sagrada Vashat (al escuchar la cual el sacerdote Adhvaryu arroja la oblación a una deidad en el fuego del sacrificio). Tú eres la sílaba mística om. Eres más alto que lo más alto. La gente no conoce tu fin ni tu origen ni quién eres en realidad. Apareces en todos los seres creados, en el ganado y en los brahmines. Existes en todos los ámbitos, en el cielo, en las montañas y en los ríos.
Ramaiana, Iuddha kanda (‘capítulo de la guerra’), sarga 117

### Elbhagavad-guita

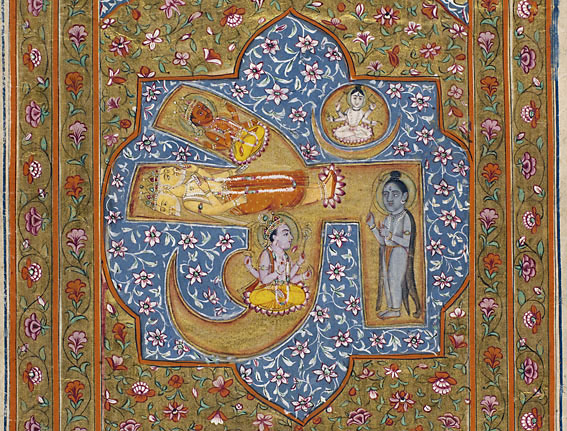
Una ilustración de Om de un manuscrito (1795) del Majabárata (siglo III a. C.), decorado con murtis (ídolos) de Suria (el dios del Sol), Brahmā (el dios creador), y Visnú (el dios preservador del mundo) a la izquierda, la diosa Shakti (podría ser Maheshwari) en la punta del chandrabindu, y el dios destructor Shiva (sosteniendo un tridente trishula) a la derecha.

El Bhagavad guita, uno de los libros de la epopeya Majabárata (siglo III a. C.) menciona en varios versos el significado y la importancia del mantra Om. Según Jeaneane Fowler, el verso 9.17 del Bhagavad-guita sintetiza las corrientes de pensamiento dualista y monista que compiten entre sí en el hinduismo, al utilizar Om, que es el símbolo del indescriptible e impersonal Brahman.

De este universo, soy el padre; también soy la madre, el sustentador y el grandioso. Soy el purificador, la meta del conocimiento, la sílaba sagrada Om. Yo soy el Rig-veda, el Sama-veda, y el Iayur-veda.
Krisna a Arjuna, Bhagavad-guita 9.17

El significado de la sílaba sagrada en las tradiciones hinduistas, se destaca de manera similar en otros versos del Bhagavad-guita, como el verso 17.24 donde la importancia de Om durante las oraciones, la caridad y las prácticas meditativas se explica de la siguiente manera:

Por lo tanto, pronunciando Om, los actos de iagña (ritual del fuego), dāna (caridad) y tapas (autotortura) como se ordena en las escrituras, son siempre iniciados por aquellos que estudian el Brahman." Bhagavad Gita 17.24

### Puranas
Los textos de la época medieval del hinduismo, como los Puranas (compuestos desde el siglo III a. C.) adoptan y amplían el concepto de Om a su manera, y a sus propias creencias existentes.

## Jainismo

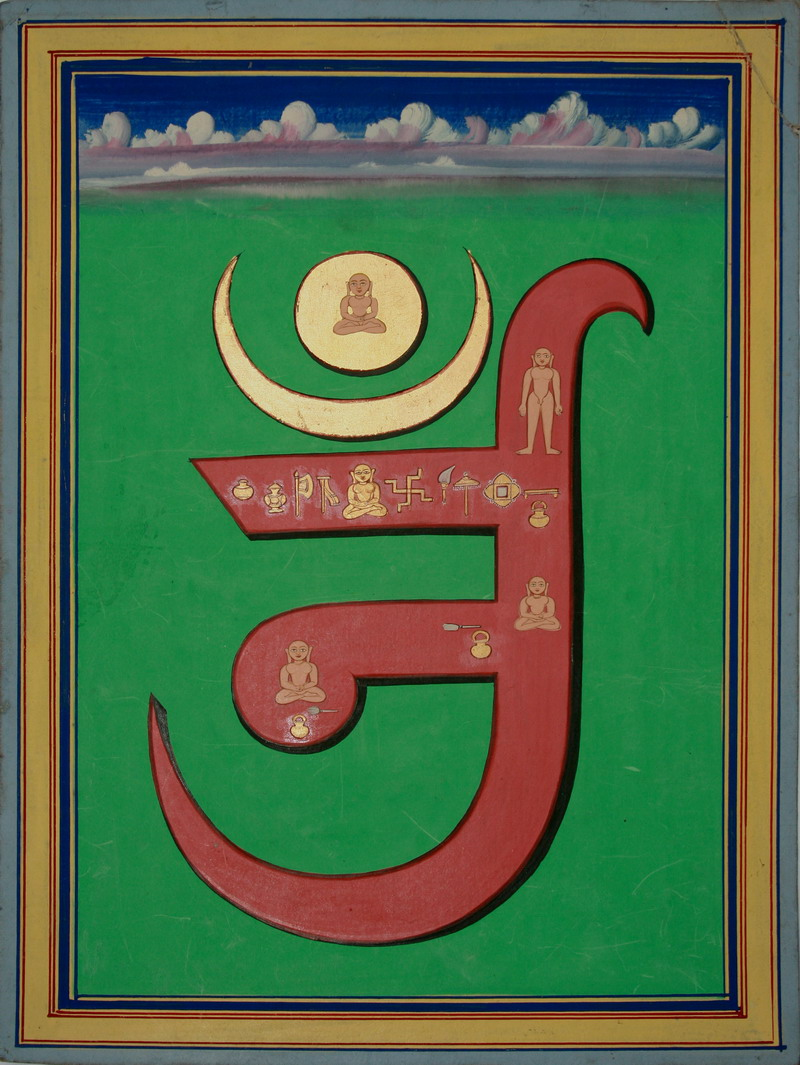
Pintura que ilustra el símbolo jainista Om, de Jaipur, c. 1840

En el jainismo, Om se considera una forma condensada de referencia a los Pañca-Parameṣṭhi por sus iniciales A+A+A+U+M.
El Dravyasamgraha cita una línea del Prakrit:

ओम एकाक्षर पञ्चपरमेष्ठिनामादिपम् तत्कथमिति चेत अरिहंता असरीरा आयरिया तह उवज्झाया मुणियां 

Oma ekākṣara pañca-parameṣṭhi-nāmā-dipam tatkathamiti cheta arihatā asarīrā āyariyā taha uvajjhāyā muṇiyā. 
 La sílaba sola «om» es la forma corta de una sílaba de las iniciales de los pañca-parameṣṭhi [‘cinco seres supremos’]: Arihant, Ashiri, Acharya, Upajjhaya y Muni.

Por extensión, el símbolo Om también se utiliza en el jainismo para representar las cinco primeras líneas del Namokar mantra, la parte más importante de la oración diaria en la religión jainista, que honra al Pañca-Parameṣṭhi. Estas cinco líneas son:
1. veneración a los Arhats,
2. veneración a los perfectos,
3. veneración a los maestros,
4. veneración a los profesores y
5. veneración a todos los monjes del mundo.[40]

## Mantras que contienen la sílaba Om
Entre los mantras más importantes que contienen a su vez al mantra Om, podemos mencionar los siguientes:
- Om mani padme hum (mantra budista)
- Aum namah shivaya (mantra shivaísta)
- Gáiatri